# أنطون فيريرا
أنطون فيريرا (13 أبريل 1955 في جنوب أفريقيا - ) (بالإنجليزية: Anton Ferreira)‏ هو لاعب كريكت جنوب أفريقي. شارك مع منتخب جنوب أفريقيا الوطني للكريكت.

## وصلات خارجية
- أنطون فيريرا على موقع إي آس بي آن كريك إنفو (الإنجليزية)